# 盛り場ブルース
『盛り場ブルース』（さかりばぶるーす）は1967年12月5日に発売された森進一の7枚目のシングル。

## 解説
- タイトルは雑誌「平凡」で募集された[1]。日本各地の盛り場が登場するご当地ソングである。

- 翌1968年には東映で映画化された。
- カバーした歌手には、西田佐知子 アルバム『盛り場の女』(MR-3119)1971年。藤圭子 アルバム『演歌全集8組（巷歌/出発）』っ(JRS-9221～28)1973年。

- 1971年に里見洋と一番星が歌詞を変えて（登場する盛り場は一部がカットされた以外は本作と全く同じ）「新盛り場ブルース」という曲名でカバーした（作詞：阿久悠、編曲：小谷充）。

## 収録曲
- 両楽曲共に、作曲：城美好／編曲：森岡賢一郎

1. 盛り場ブルース（5分36秒）
作詞：藤三郎／補作詞：村上千秋
2. 伊豆の女（4分00秒）
作詞：佐々木ひろと／補作詞：中山貴美

## 登場する盛り場
- 東京 － 銀座、赤坂、六本木、渋谷、新宿、池袋
- 北海道 ― 洞爺、すすきの、定山渓
- 仙台 － 青葉、国分、一番町
- 名古屋 － 栄、今池、広小路
- 大阪 － 南、曽根崎、北新地
- 広島 － 薬研、八丁、本通り
- 博多 － 中洲、天神、柳町

なお、里見洋と一番星の「新盛り場ブルース」では名古屋と広島の盛り場の歌詞がカットされている。

## 映画
本曲を題材にした映画は1968年8月1日に公開。87分。『柳ヶ瀬ブルース』に続く『夜の歌謡シリーズ』の第2作。主演は梅宮辰夫で、森進一も助演している。
なお第3作『夜の歌謡シリーズ 命かれても』からは、タイトルにも『夜の歌謡シリーズ』が入る。
銀座の夜の街から始まる映画作品。

### スタッフ
- 企画 - 園田実彦、吉峰甲子夫
- 脚本 - 舟橋和郎
- 監督 - 小西通雄
- 撮影 - 飯村雅彦
- 美術 - 藤田博
- 音楽 - 伴部晴美
- 録音 - 小西忠元
- 照明 - 元持秀雄
- 編集 - 祝田常美夫
- スチル - 田中真紀夫

### 製作
森進一はホステス役の野川由美子の弟の役で流しの設定でセリフもある。森の撮影期間は一週間。

### 出演者
- 高見啓一 - 梅宮辰夫
- 三宅かおり - 野川由美子
- 三宅信一 - 森進一
- 岡林 - 金子信雄
- 三木 - 桑山正一
- 結城 - 桜井センリ
- 牧野吾一 - 蜷川幸雄
- 朝子 - 白木マリ
- 中田 - 小松方正
- 藤森 - 仙波和夫
- 間瀬 - 北川恵一
- シナ子 - 安城由貴子
- ハルミ - 萩玲子
- ゆかり - 小磯マリ
- 晶子 - 藤田千賀子
- 小林 - 大泉滉
- 丸山 - 小林稔侍
- 運転手 - 佐藤晟也
- 宝石店の支配人 - 杉義一
- 飲み屋のおやじ - 中村是好
- 社員 - 山内修、日尾孝司、土山登志幸、木川哲也
- ママ - 南風夕子
- 新太郎 - 晴乃チック（晴乃チック・タック）
- 勇太郎 - 晴乃タック（同上）
- 山崎 - 人見きよし
- 旅館の番頭 - 相馬剛三
- 刑事 - 久保一、大塚房一
- 看護婦 - 山本保
- 花売娘 - 小山ルミ
- 事務員 - 木村修

### 同時上映
『侠客列伝』
- 脚本 - 棚田吾郎 / 監督 - マキノ雅弘 / 主演 - 高倉健